# Kiona
Kiona az Amerikai Egyesült Államok északnyugati részén, Washington állam Benton megyéjében elhelyezkedő önkormányzat nélküli település.
A Kiona elnevezés egy indián kifejezésből ered, melynek jelentése „barna dombok”.

## Történet
A Northern Pacific Railroad 1888-ban új állomást létesített a mai Kiona területén, így a helyi gazdálkodók terményeiket (kukorica, búza, lucerna, burgonya és gyümölcsök) könnyebben értékesíthették, ezáltal a település növekedésnek indulhatott.
A kevés csapadék miatt a térségben főleg szárazságtűrő növényeket termesztettek. A Yakima Irrigation and Improvement Company az 1880-as években a Yakima folyó vizével táplált csatornát létesített.
Az Oregon Railroad and Navigation Company 1907-ben új vasútvonalat épített; Benton City annak mentén jött létre. A massachusetts-i Plymouth és a Yellowstone Park között kiépített Yellowstone Trail autópálya Kionán keresztül haladt.
A Benton City–Kiona hidat 2002-ben felvették a történelmi helyek listájára.

## Fordítás
- Ez a szócikk részben vagy egészben  a   Kiona, Washington című angol Wikipédia-szócikk ezen változatának fordításán alapul.  Az eredeti cikk szerkesztőit annak laptörténete sorolja fel. Ez a jelzés csupán a megfogalmazás eredetét és a szerzői jogokat jelzi, nem szolgál a cikkben szereplő információk forrásmegjelöléseként.